# Nasiernica torfowcowa
Nasiernica torfowcowa (Lathrobium rufipenne) – gatunek chrząszcza z rodziny kusakowatych i podrodziny żarlinków.
Gatunek ten został opisany w 1813 roku przez Johana Christiana Gyllenhaala.
Chrząszcz o wydłużonym ciele długości od 6 do 7,2 mm, ubarwionym czarno z, oprócz części nasadowej, czerwonymi pokrywami oraz rdzawoczerwonymi czułkami, aparatem gębowym i odnóżami. Głowa jest duża, o skroniach znacznie dłuższych od średnicy oka. Jej powierzchnię pokrywają bardzo silne, pępkowate, przynajmniej trochę większe niż na przedpleczu punkty. Środkowe człony czułków nie są dłuższe niż szerokie. Szyja ma szerokość co najmniej 2/5 największej szerokości głowy. Pokrywy są znacznie dłuższe i szersze od przedplecza. Odwłok samca ma piąty sternit z bardzo płytkim, podłużnym wgnieceniem, a szósty sternit z podłużnym wgnieceniem i tylnym brzegiem niewyraźnie, łukowato wyciętym.
Gatunek stenotopowy. Zasiedla torfowiska i nizinne lasy bagienne. Bytuje w częściowo zanurzonych w wodzie kożuchach torfowców i kępach turzyc.
Owad znany z Islandii, Wielkiej Brytanii, Francji, Belgii, Holandii, Niemiec, Danii, Szwecji, Norwegii, Finlandii, Szwajcarii, Austrii, Włoch, Łotwy, Litwy, Polski, Czech, Węgier, Rumunii i Rosji. Na „Czerwonej liście gatunków zagrożonych Republiki Czeskiej” umieszczony jest jako gatunek zagrożony wymarciem (EN). 